# Trinity (personaggio)
Trinity è la protagonista femminile della serie di Matrix. Appare inoltre in The Matrix: Path of Neo e in due episodi di Animatrix. Trinity è interpretata da Carrie-Anne Moss.

## Biografia del personaggio
Trinity è uno dei molti membri della resistenza, nonché ufficiale di primo grado della Nabucodonosor. Prima di essere liberata, era una nota hacker, conosciuta per aver violato il database del Fisco statunitense. Viene liberata da Morpheus lo stesso giorno del suo migliore amico, l'ufficiale della nave Logos, Ghost.
L'Oracolo le predisse che si sarebbe innamorata dell'Eletto e da allora aiutò il suo capitano Morpheus nella ricerca. Trinity fu anche responsabile della resurrezione di Neo quando, vedendolo morto per mano dell'Agente Smith, gli rivelò di aver riconosciuto in lui l'Eletto. Grazie a lei, Neo ritornò in vita, con la consapevolezza di essere il predestinato a liberare la razza umana. Da allora nacque una profonda relazione con Neo, del quale divenne una sorta di "braccio destro" e fu sempre pronta a sacrificarsi per lui, come dimostrò in Matrix Reloaded, in cui sfuggì alla morte solo grazie all'intervento di Neo. In Animatrix, Trinity, in compagnia di Neo nell'episodio "Storia di un Ragazzo", osserva di nascosto Kid: il ragazzo che compare all'inizio di Matrix Reloaded liberarsi da solo dal sistema senza la pillola rossa, soccorrendolo infine insieme a Neo. Sempre in Animatrix, Trinity in: Detective Story viene presentata una Trinity in una Matrix degli anni 40 dove fa conoscenza di un detective di nome Ash, incaricato di cercarla. Questo episodio, racconta anche, come Trinity, prima di incontrare Neo, abbia cercato di aiutare altri individui che rinnegavano Matrix. Trinity si dimostra anche una donna particolarmente gelosa. Quando Persephone chiede un bacio a Neo in cambio di portarli dal fabbricante di chiavi, lei non esita a puntarle contro la pistola, minacciandola di non toccare il suo amato.
Trinity muore in Matrix Revolutions nello schianto della nave Logos, una volta che lei e Neo hanno raggiunto la Città delle Macchine per parlare con il capo delle macchine. In Matrix Resurrections si scopre che il corpo è stato riparato e reintrodotto nella Matrice, con il nome di Tiffany.

## Caratterizzazione

### Poteri e abilità
Nella realtà virtuale Trinity dimostra capacità sovrumane come maggiore forza, maggiori riflessi ed un'incredibile agilità. È inoltre esperta di arti marziali ed uso delle armi da fuoco. Non è comunque in grado di affrontare un Agente.